# Dauphin à bosse de l'océan Indien
Sousa plumbea
Espèce
Répartition géographique
Statut de conservation UICN

 EN A2cd+3cd+4cd : En danger
Statut CITES
Le dauphin à bosse de l'océan Indien (Sousa plumbea) est une espèce de mammifères de l'ordre des cétacés, et de la famille des Delphinidae.

## Description et caractéristiques
Comme toutes les espèces du genre Sousa, c'est un assez gros dauphin, de couleur gris plomb, d'allure robuste et reconnaissable à sa bosse dorsale, d'où émerge un aileron relativement court et triangulaire.

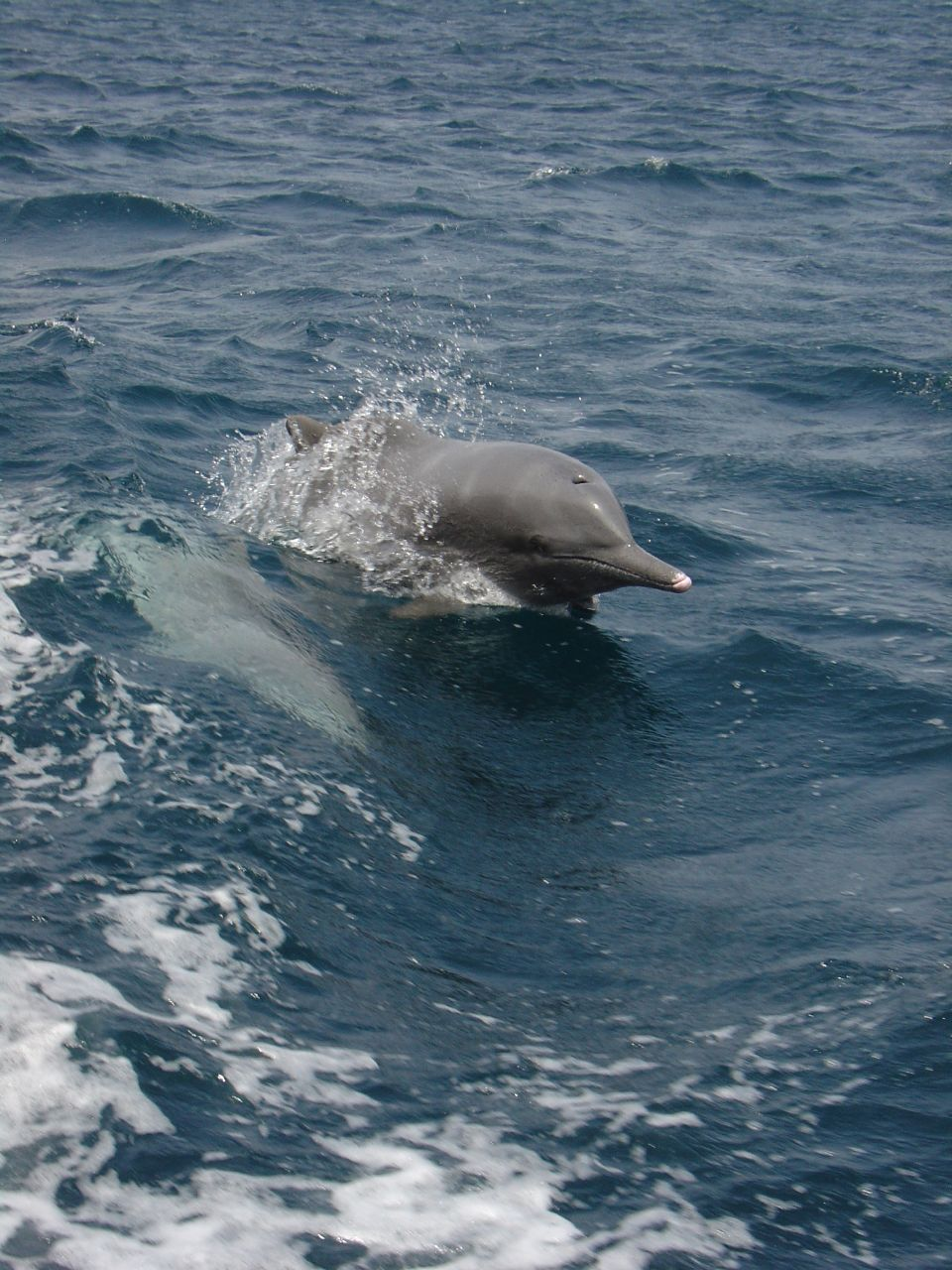
Couple en Oman
Silhouette et taille relative

## Habitat et répartition
Ce dauphin est relativement commun dans plusieurs régions de l'Océan Indien occidental et septentrional, de l'Afrique du Sud au Bangladesh, et particulièrement présent dans le sud de la péninsule arabique. 

## Taxinomie
Le dauphin à bosse de l'Océan Indien était considéré jusqu'en 2014 comme une sous-espèce de Sousa chinensis.

## Menaces et conservation
L'UICN (23 janvier 2023) classe l'espèce en catégorie EN (en danger ) dans la liste rouge des espèces menacées depuis 2017. Victime collatérale de la surpêche et de la dégradation de son habitat, le dauphin à bosse de l'océan Indien a vu sa population décliner de plus de 50 % en 75 ans.